# Quận Camden, New Jersey
Quận Camden là một quận trong tiểu bang New Jersey, Hoa Kỳ. Quận lỵ đóng ở thành phố  Camden6. Theo điều tra dân số năm 2010 của Cục điều tra dân số Hoa Kỳ, quận có dân số 513.657 người 2. Quận được lập ngày 13 tháng 3 năm 1844, từ một phần của Gloucester County.

## Địa lý
Theo Cục điều tra dân số Hoa Kỳ, quận này có diện tích 589 ki-lô-mét vuông, trong đó có km2 là diện tích đất, 14 km2 là diện tích mặt nước.